# Gerhard Heyer
Gerhard Heyer (* 8. Januar 1955) ist ein deutscher Informatiker.

## Leben
Er studierte Mathematische Logik und Linguistik an den Universitäten Cambridge (M.A. 1980) und Bochum (Dr. phil. 1983). Nach einem einjährigen Forschungsaufenthalt zur automatischen Verarbeitung natürlicher Sprache an der University of Michigan, Ann Arbor als Visiting Assistant Professor und Feodor-Lynen Forschungsstipendiat der Alexander-von-Humboldt Stiftung war er von 1985 bis 1993 im Rahmen der Olivetti-Gruppe verantwortlich für die Entwicklung von Sprach- und Multimediaprodukten bei der TA Triumph-Adler AG in Nürnberg. Er war ab 1994 bis zu seiner Emeritierung als Professor für Automatische Sprachverarbeitung am Institut für Informatik an der Universität Leipzig tätig.

## Schriften (Auswahl)
- Generische Kennzeichnungen. Zur Logik und Ontologie generischer Bedeutung. München 1987, ISBN 3-88405-049-4.
- mit Frank Oemig und Armin B. Cremers: Wissensbasierte Textverarbeitung: Schriftsatz und Typographie. Möglichkeiten einer intelligenteren Textverarbeitung. Wiesbaden 1991, ISBN 3-8244-2020-1.
- On the notion of a language products technology. Leipzig 1995.
- mit Uwe Quasthoff und Thomas Wittig: Text Mining: Wissensrohstoff Text. Konzepte, Algorithmen, Ergebnisse. Berlin 2017, ISBN 3-96149-026-0.